# Mojojajar
Mojojajar is een bestuurslaag in het regentschap Mojokerto van de provincie Oost-Java, Indonesië. Mojojajar telt 2718 inwoners (volkstelling 2010).